# Abbotsford (Victoria)
Abbotsford ist ein Stadtteil der australischen Metropole Melbourne. Er befindet sich ca. 2 km östlich der Innenstadt. 2016 hatte der Stadtteil 8.184 Einwohner.
Der Name Abbotsford stammt von einer Furt (englisch ford) des schottischen Flusses Tweed ab.
In Abbotsford befindet sich der Hauptsitz der Brauerei Foster’s Group.